# 石油ストーブ
石油ストーブ（せきゆストーブ）とは、ストーブの一種。灯油を燃料として暖房用などを目的に用いられる器具である。
広義には同様の用途で用いられる「石油ファンヒーター」を含むことがあり、現に石油ファンヒーターも「強制通気形石油ストーブ」という石油ストーブの一種であるが、本項ではそれを除いた製品・商品を主題に解説する。

## 概要
油を気化させて発生した気化ガスを燃焼させ、その燃焼熱（エネルギー）を利用して加熱し、暖をとる装置である。器具の構造によって異なるが、上部にやかんや鍋を載せて湯を沸かしたり、鍋物などを煮炊きが可能な製品もある。
「石油…」と一般に呼ばれるが、石油（原油）を直接燃料にするわけではない。厳密には「灯油ストーブ」と呼ばれるべきではあるが、灯油は石油からしか分離・製造できないため、「灯油=石油」とみなされて、この呼称が一般化している。
全てのストーブは必ず「水平な場所で使用する」よう指示されており、段差・傾斜・凹凸のある床面に置くと耐震自動消火装置が誤作動したり、灯油漏れなどによる火災事故のおそれがある（かつては全てのストーブに「水平器」が設けられていたが、現行モデルでは廃止）。移動・持ち運びは（万一転倒しストーブ本体が倒れた場合の火災・やけど・灯油漏れを防ぐため）必ず手動消火し本体が十分冷えてから行う（転宅などのため遠隔地へ石油ストーブを運ぶ場合、振動や揺れで内部の灯油が漏れて周囲が汚れたり火災事故となるのを防ぐため・必ず乾電池を外したうえでタンクと油受け皿内の灯油を抜いて空焼きし、運搬時は丈夫な保護シートを敷く）。
ポータブル石油ストーブは（石油ファンヒーター同様）室内の空気を用いて燃やす「開放燃焼式」なので、1時間に1度以上定期的に換気する必要がある。時計・タイマー・一定時間が過ぎると強制消火する機能は非搭載なので、就寝時や部屋を無人にする時は火災事故防止のため必ず手動消火する。またストーブを衣類乾燥に用いると、干された衣類が上昇気流によりストーブの天板や前面に落下し火災事故に至る危険がある。加えてスプレー缶をストーブの上や前に置くと、熱で缶内の圧力が膨張し、爆発火災事故を引き起こす。
灯油は「今シーズン中に在庫を使い切り、翌シーズンの使い初めに新規購入する」よう取説で指示されており、昨シーズンより持ち越した灯油は変質灯油となりストーブを故障させるおそれがある（灯油入りポリタンクおよび金属タンクは直射日光や雨水が当たらず・かつ火の気のない冷暗所に保管し、空気や灯油以外の不純物と混じって品質低下を招かないよう、給油時以外はタンクの蓋を必ず閉めておく）。万一水などの不純物がストーブ内に混入・付着した場合は「芯とカートリッジタンクの交換」が必要となる場合がある。シーズンオフで長期保管する場合、「カートリッジタンクまたは本体タンク内に残っている灯油を必ず使い切り、油受け皿内にある灯油も『芯の空焼きクリーニング』によって完全に燃やしきる」よう指示されており、タンク内に灯油を残したまま長期保管すると「変質灯油」になり、翌シーズン使用開始時にストーブを故障させるおそれがある（保管時はストーブ本体の外観も掃除したうえで購入時の箱に入れる、または当該機種の本体サイズに合ったポリ袋・布カバーいずれかを本体へかぶせるなどして埃が付着しないようにし、直射日光・高温・火の気・雨水を避けられる場所へしまう）。
水など灯油以外の液体を入れていたポリタンクを灯油用へ転用する行為は、ストーブを故障させるおそれがあるので厳禁。ガソリンは灯油など他の油に比べて気化しやすく、静電気でも引火する危険がある。消防法では、「専用の金属携行缶に入れて保管する」ことが義務付けられており、携行缶以外で保管すると気化による火災事故の危険があるため厳禁とされている。また、ストーブなどの石油燃焼機器にガソリンを誤って給油すると、爆発火災が起きる危険がある）。
（下記のような一部の商品を除いて）点火は乾電池を動力源としており、フィラメント点火ヒーター式は単1型2本使用・高圧放電式は単2型4本使用（アルカリ乾電池を推奨）となっている（機種によっては、消火時に乾電池駆動のモーターで臭いを除去する機能も併載。他機器で使用した乾電池を流用すると点火しにくくなる場合があるため、「シーズン初めに新品乾電池使用」を推奨。シーズンオフで長期保管する場合、乾電池を入れたままにしておくと液漏れして本体や電池ケースを腐食させたり、不意の点火による火災事故につながりかねないので必ず外しておく）。多くの機種は乾電池ケースに蓋が付いておらず、電池ケース蓋付き機種はコロナ製対流式ストーブ「SLシリーズ」のみとなっている。
現行モデルはヒーター切れの心配がなく1回の操作で確実に着火する「高圧放電点火式」が主流となっており、従来型フィラメント点火ヒーターを用いる機種生産は（需要が減少傾向にあるため）縮小が進んでいる（フィラメント式の場合・芯が摩耗すると新品アルカリ乾電池使用時でも点火しにくくなり、乾電池および点火ヒーターの消耗を早めることがある）。
トヨトミは、反射式&対流式石油ストーブと石油コンロの現行モデルを（単2アルカリ乾電池を4本用いる）高圧放電点火式へ一本化し、（単1乾電池を2本用いる）従来型フィラメント点火式機種は生産を完全終了（トヨトミ純正点火ヒーターは交換用途に絞って生産・販売を継続）。点火ボタン・レバーは廃止され、芯調節つまみを回転式は「点火」位置まで時計回りに回しきると・上下式は下いっぱいの位置まで下げきるとそれぞれ放電音がして芯に着火する方式に統一された。乾電池不要の手回し発電点火機種「RS-Gシリーズ」は、芯調節つまみを時計回りに「点火」位置まで回しきったのち・手回し発電式点火ハンドルを引き出して左右いずれかに毎秒1〜2回転させれば放電音がして芯に着火する。なおトヨトミ製の乾電池点火式ストーブ取説では、「シーズンオフなどで保管するため本機から外したアルカリ乾電池は・電池能力が残っていれば他機器に使えるので、本機で使用した電池は他機器動力源として再利用する方法で使い切ってから廃棄する」よう推奨している。

## 構造による分類

### 熱の伝播における方式

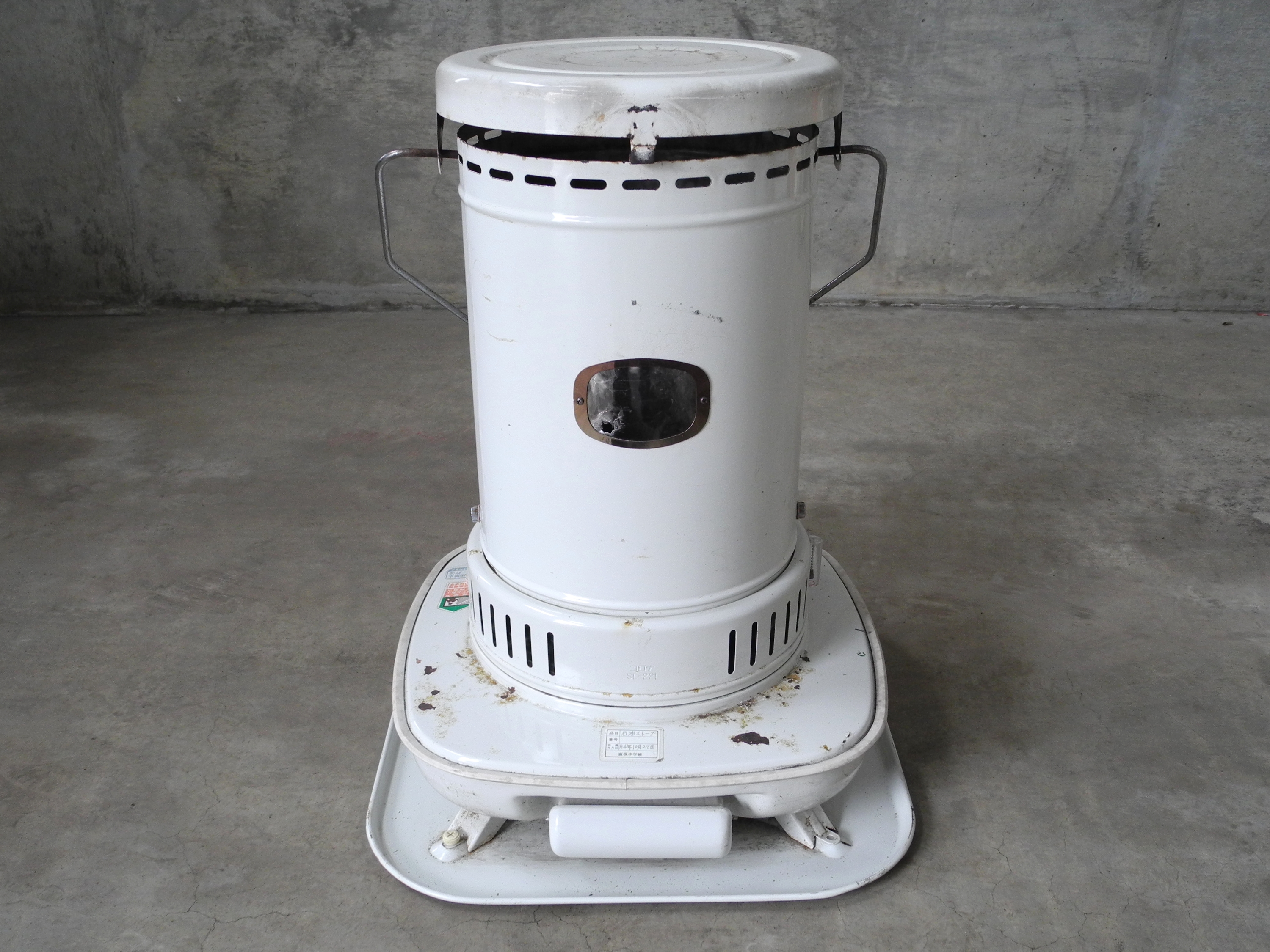
対流式石油ストーブ

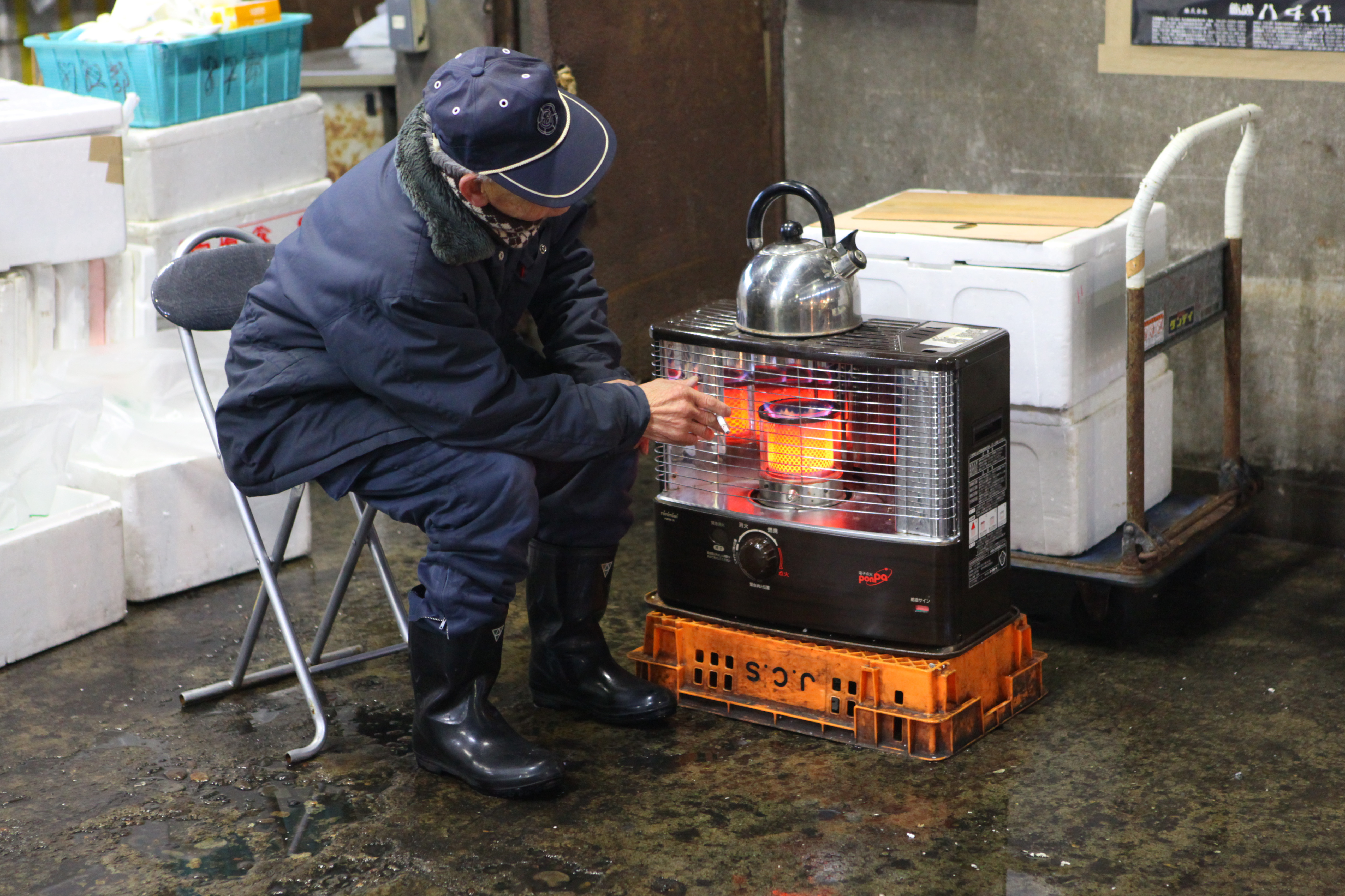
反射式石油ストーブ

構造は、多くの熱を上部に発生させる「対流式」と前面に発生させる「反射式」とがあり、設置場所によって使い分けられる事がある。

#### 対流式
機器の中心に燃焼筒があり、炎は燃焼筒の中で立ち上がる。機器全周にわたって熱が放射されるが、熱くなった空気が上昇し、対流を発生させる効果が高い。部屋の中心に置くと空気の対流がよくなり、効率よく暖房できる。
金属製の置き台はネジを緩めることで取り外しが可能だが、通常使用時や保管時は必ず置き台を取り付けないと安定性が悪くなってストーブ本体が倒れやすくなり、灯油漏れなどによる火災事故を招く危険がある。また燃焼中はやけど防止のため運搬用の把手（キャリングハンドル）を必ず下ろしておき、移動・運搬は消火後本体が十分冷え、給油口の蓋をきちんと閉めたことを確かめてから行う（キャリングハンドルは取り外し可能だが、本体上部側面にハンドルがきちんと取り付けられずぐらついていると・運搬時にストーブ本体が外れて落下し、けが・灯油漏れによるやけどや火災のおそれがある）。
灯油タンクは本体と一体化しており、給油口の蓋は紛失しないよう十二分注意しなければならない（蓋を開けっぱなしにすると水・ゴミなどの不純物が灯油に混じって器具本体を故障させたり、運搬時に灯油が漏れて火災事故を招く危険がある）。

#### 反射式
燃焼筒の奥に熱の反射板を持ち、機器正面へ集中して熱が放射される。室内の空気を対流させるが、反射板による一方方向への暖房効果が高く、機器正面においては比較的遠方に対する暖房効果が高い。かつては燃焼筒上部がドーム型の製品もあったが、現行モデルの燃焼筒は全て「筒型」に統一されている（燃焼筒のガラスが割れたり亀裂が入った場合、火災や不完全燃焼防止のため当該機種に適合する新品をサービスパーツとして取り寄せ交換する）。本体前面には燃焼筒でやけどをしないようガードが設けられており、（高圧放電点火の）上位機種は網目の細かい「メッシュガード」を採用している。
灯油を気化させる「芯」は使用によって先端が炭化するため、シーズン中に1〜2度と収納時に灯油を抜いた状態で点火して残存灯油とともに炭化部分を燃やし切る「空焼き」を行うようにと指示される事がある。しかし、この空焼き処理によっても芯は消耗するため、メーカーから補修部品として替え芯が販売されている（芯に水などの不純物が付着するとタールによって不完全燃焼するおそれがあるため、芯と灯油を新品に交換する）。火力の調節は芯の露出長さ（芯の上下）で行うが、短くなって芯が上がり切らなくなった場合に芯の寿命とされる。
本体前面下部には燃焼用空気取入口が設けられており、ここが塞がれたりごみなどで目詰まりすると酸素不足で不完全燃焼し一酸化炭素中毒の危険があるので、「1か月に1度以上（掃除機を用いるなどして）ごみ・埃を除去する」よう取説で指示されている。また置き台は本体と一体化しているため（対流式機種とは異なり）取り外し不可。

### 燃焼における方式

#### 芯（しん）式
通常、燃焼筒の下部にはガラス繊維など不燃性繊維でできた燃焼芯が露出しており、芯の下端は灯油に浸っている。毛細管現象によって上昇する灯油を、芯の先端で燃焼させる。炎は燃焼筒の中で立ち上がり、燃焼筒上部の金網を赤熱させる。この金網と燃焼筒全体から赤外線が放射される。
一般的な芯式ストーブは、円筒状に織られた芯が燃焼筒（または燃焼室）下部にある金属製の外筒と内筒の間に挿入され、ストーブの筐体に設けられた調整用ダイヤルで円筒内の芯を昇降させて炎を調節する。この構造から「芯上下式」と呼ばれる。かつて芯が上下せず一定の高さに固定され、ポット式ストーブと同様に送油量を調節することで、炎を調節する構造のものも存在した。芯式はファンヒーターに比して、構造が簡単で故障が少なく騒音もなく、動作に商用電源が不要で利用場所を選ばず、災害など停電時も有用である。
対流式は機器の外装自体が燃焼筒となっているものがほとんどで、耐熱ガラスの覗き窓から芯で灯油を燃焼する炎の様子が確認でき、俗に金冠燃焼とも呼ばれる。炎の色により「白光炎式」（ホワイトフレーム、もしくはゴールドフレームとも）と「青炎式」（ブルーフレーム）があり、製品名に「アラジンブルーフレームヒーター」と用いるものもある。
反射式同様の燃焼筒を採用した対流式ストーブもかつては三洋電機などから発売されており、現在（2019年）でもフジカが販売している。またトヨトミは2009年に一度撤退したが、2015年から復刻商品として再発売した。近年の反射式は燃焼筒を耐熱ガラス張りとし、赤外線の輻射効率を高めると共に視覚効果を醸している。
灯油タンクは（石油ファンヒーター・FF式石油暖房機同様）「カートリッジタンク式」に統一され、本体内蔵タンク式は対流型と石油コンロのみとなった（万一カートリッジタンクが破損しても、各機種に適合した予備カートリッジタンクを各メーカーよりサービスパーツとして取り寄せ購入可。灯油こぼれによる火災や水・ゴミなど不純物混入による器具故障を防ぐため、給油口の蓋や口金は破損・紛失させないよう十二分注意が必要）。カートリッジタンクには手を汚さずに給油可能な「よごれま栓」と、万一タンクを倒しても油漏れを防ぐ閉止弁「こぼれま栓」が採用され安全性向上が図られている。さらに消防法の規定により「給油時自動消火装置」と「耐震自動消火装置」も搭載され、燃焼中にタンクを抜く・及び外部から強い衝撃が加わると瞬時に芯を下げて強制消火し（灯油漏れなどによる）火災を未然に防げるようになっている（芯調節つまみは「緊急消火」位置になり、「臭いセーブ消火位置」までつまみを手動で動かす通常消火に比べ消火時の臭いが強くなる。タンク未装着時はストッパーで芯上下機構をロックし点火できなくする安全装置も兼務。なお本体内蔵タンク式機種は給油時自動消火装置非搭載で「耐震自動消火装置のみ搭載」のため、給油は必ず完全手動消火後に本体が十分冷えてから行う。ただし耐震&給油時自動消火装置はあくまで緊急用なので、通常時はストーブを強く押す・タンクを抜く・緊急消火ボタンを押す形による強制消火ではなく、芯調節つまみを「臭いセーブ消火位置」まで回して手動消火する=この場合、完全消火までに最長約5分を要する。消火ボタンを押して消火後・乾電池式モーターによる消火時臭い除去機能搭載機種は既に国内メーカー全社が生産を終了したため、現行モデルは乾電池を点火時のみに使用）。また灯油が少なくなると空になる約2時間前から給油を色で予告する「給油サイン」もカートリッジタンク採用の芯式石油ストーブ全機種に搭載（タンクは手動消火後に本体が十分冷えてから抜く。灯油が多い時は青・緑・本体キャビネットと同一色いずれかを示し、残量が半分以下になるとサインが赤色に変わる方式の機種と、前面に窓を設けてタンクの灯油満量サインが直接見えるようにした機種の2通りある。本体内蔵タンク採用機種は油量計にて直接給油を予告）。カートリッジタンクには灯油を溢れさせないための「満量サイン」が上部側面に付いており、黒く変色することで油面の位置がわかる。
芯調節つまみは「回転式」と「上下式」に二分されており、回転式の現行モデルはつまみサイズが従来より大きくなり回しやすくなっている（上下式つまみを採用した機種は減少傾向にあり、コロナの現行モデルは回転式に統一。つまみはストッパー付きで半周または1周の範囲でしか回せない）。なおシーズン初めの使用や芯を交換・空焼きクリーニング後は、「給油後30分以上放置し芯に灯油を十分染み込ませてから点火する」よう取扱説明書で指示されている。また再点火は消火後5分以上経過し、本体および芯が十分冷えてから行う（消火直後に再点火すると芯へ爆発的に着火して臭いや煤が出る場合があり、従来型フィラメント式点火ヒーター採用機種では点火ヒーターが断線することがある）。
部品交換時は必ず「各メーカー純正部品」を用いるよう指示されており、メーカー純正以外の部品を用いたり（取扱説明書に記載された箇所以外を）素人改造すると不完全燃焼や一酸化炭素中毒の危険がある（摩耗した芯の交換は専門店への依頼を推奨=かつては芯交換方法がストーブ本体説明書に詳しく書かれていたが、現行モデルは各機種に適合したメーカー純正別売り替え芯に付属の説明書にのみ芯交換方法を記載。耐震自動消火装置の感震部を分解したり潤滑油で拭くと、装置誤作動や動作不良による火災のおそれあり）。本体の清掃及び部品交換は必ず消火して本体が十分冷えてから行うと共に、やけどや感電防止のため乾電池は必ず外しておく。また清掃・マッチを用いた手動点火などのため燃焼筒を外して再度置く場合、燃焼筒が芯を踏んでいる（正しく据わらず溝からずれ脱線している）状態で点火すると煤が出て異常燃焼（不完全燃焼）し火災や一酸化炭素中毒に至る危険がある。
2009年以降製造機種は「設計上（一般家庭用として、取扱説明書及び本体注意書きに従った正常な状態で使用した場合）の標準使用期間」が本体及び取扱説明書に表記され、石油ストーブの平均寿命は「8年」とされている（設計上の標準使用期間を超えて長期使用すると、部品の劣化・破損が進んで油漏れによる火災事故、および不完全燃焼による一酸化炭素中毒事故に至るおそれあり。なお補修用性能部品は当該機種の生産終了後6年間保有しており、この期間を過ぎて故障した場合は修理不能となるため製品自体の買い替えとなる。保証期間は購入日から起算して1年間だが、消耗品交換・および水や灯油以外の油などが混じった不純灯油や昨シーズンより持ち越した変質灯油使用に起因する修理は保証期間内でも有料。業務・店舗用など長時間稼働させる環境で芯式石油ストーブを使用した場合・8年に満たないうちに部品劣化が急速に進み短期間で故障するおそれがあるので、業務用暖房は大型ブルーヒーターや電気暖房を推奨）。

#### 加圧式
原理は1892年にスウェーデンで開発された。何らかの方法を用いて燃料タンク内を加圧し、噴霧気化させた灯油をバーナーで燃焼させる方式。点火後は、ヒートパイプを用いて燃焼バーナーの熱をタンクに導いて加温することで、加圧・気化が行われるので、加圧作業は基本的に点火時のみでよい。消火時は、タンクの減圧コックを開いて圧力を抜く（デコンプ）ことで消火する。
この“何らかの方法”には、通常、人力による加圧（ポンピング）が使われる。しかし、この作業は煩わしいもので、しかもそれなりに力を必要とするため、女性にとっては酷な作業でもあった。そこで、別の着火の容易な燃料を用いて点火し、後に灯油に移行するという方法が開発された。この点火用燃料には、日本においては、当初ガソリンが用いられた。これによりユーザーはそれまでのポンピング作業から開放され、製品はいずれも大ヒットとなった。しかしその結果、加圧式の衰退後、後々まで禍根を残す「ガソリン・灯油取り違え」事故が多発したほか、灯油よりもはるかに引火性が高く取り扱いに難のあるガソリンの保管・給油時の事故（当時は自動車の普及がほとんどなく、ガソリンの危険性は一般に周知されていなかった）や、デコンプせずにバルブのみ閉じて消火した後、タンクやバルブが残熱で破損する事故なども発生した。
当初、調理用のコンロとして、日本ではコロナや東陽技研工業（現：ダイニチ工業）が製造・販売を行っていた。この燃焼機構をもとに、コロナが1955年に暖房用の「加圧式石油ストーブ」を開発、発売し、大ヒットとなった。
しかし、1957年にヤナセが輸入代理店となって、上記芯式のI.R.ヒーター（ブルーフレームヒーター・シリーズ15）が日本で発売されると、家庭暖房用に関しては、日本国内メーカーも芯式のストーブへと移行。取り扱いの簡便さと安全性で及ばない加圧式は間もなく姿を消した。
その後、調理用石油コンロとしては、ガスと異なり供給設備が不要なこと、芯式の石油コンロでは火力で及ばないことから、しばらく卓上用のポータブルコンロとして生き残ったが、この用途でも、1969年に岩谷産業がカセットガスの卓上用ポータブルコンロ「カセットフー」を開発・発売すると、やはり安全性・取り扱いの簡便性から、急速に交代して行った。
現在も残る加圧式石油ストーブは、いわゆるコンパクトストーブと呼ばれるレジャー・屋外用ポータブルのコンロである。加圧方式は、小さいものではポンピング方式が主流だが、この用途にもキャンピング用カセットガスが登場し、その簡便性からシェアを伸ばしている。しかし、ボンベ・カセットカートリッジ供給の液化ガスは自らの気化熱で温度が下がるという特性があり、これに日本の冬季の低温が加わると、気化不良を起こす場合があるため、加圧式石油ストーブも一定のユーザー層を確保している。より大きいものでは、余熱式が主流だが、ガソリンの取り扱いの難しさや消防法による制限から、カセットガスを点火用熱源とするものが多い。バーナーの他、ランタンも存在する。
灯油を加圧気化して燃焼させるという根底の機構そのものは、加圧加温に電気を使う石油ファンヒーターへと受け継がれることになる。

#### ポット式
灯油を燃焼室内で燃焼させる構造で、「芯」を使用しない石油ファンヒーターでも使われている方式である。以下では石油ファンヒーターのように温風を吹き出すファン機能が搭載されていないストーブについて説明する。
燃焼室の皿形になった底部（ポット）に灯油を流し込み、電熱線で点火する。燃焼室には電動送風機による強制給気で空気が送られ、燃焼室外周や内筒に空けられた空気孔から吹きつけることで燃焼を助ける。火力の調節は、燃焼部の脇に置かれた油量調節器のダイヤルを回して行う。油量調節器は給気口の開度調節板と連動しており、不完全燃焼や立ち消えを防ぎ油量に応じ効率よく安定した燃焼が得られるよう調整されている。また停電などで送風機が働かない場合もある程度油量を絞れば、煙突による自然吸気でそのまま使用することが可能である。
燃焼室は耐熱塗装を施した薄鋼板製の外板で覆われ、外板からの輻射熱で部屋を暖める構造であった。家庭用でも10〜30畳用と芯式に比べ発熱量の大きい製品が主流で、部屋の中央に設置するのが普通だった。壁際に置けば輻射熱による火災の恐れもあった。形状は円筒型の他、外板を四角柱の形に替え、更に上部を逆L字に折り曲げた構造の角型も販売された。全高が低く抑えられ外観がコンパクトになり、更に天板の面積が広がったことでやかんや湯沸かし鍋、煮物の大鍋などを一緒に載せられるという利点もあり積雪寒冷地の家庭用として普及した。
のちに芯式同様、耐熱ガラスで覆った燃焼筒の上部を反射板の前部に露出させることで輻射熱を得る反射式の製品が発売された。伝熱部である前面の燃焼筒と反射板、やかん等を載せられる天板以外は塗装した薄鋼板のカバーで覆われており、接触による火傷の危険が少なくなり壁際への設置も可能となった。だがやがてこれらの商品は温風を併用するファンヒーター形式へと進化し、そうでないものは一定の面積以上の大型で官公庁や業務用のものに限られるようになっていった。
官公庁でもファンヒーターやヒートポンプ暖房が主流になる中、教育機関では石炭を燃料とするストーブの設備（煙突や貯炭室→貯油室）の有効活用から長年、トヨトミとサンポットが微小なマイナーチェンジのみで生産を続けてきた。しかし生徒（特に高校生）が教室内でインスタント食品用のお湯に始まり、餅・焼肉・鍋物と問題のある使用をすることが多かった。経済産業省の省エネ基準設定によりこの形態では達成が難しいことから、最大手のトヨトミが生産から撤退し煙突不要型のファンヒーターへと取替えが進んだ。ただ両社とも開放式大型ストーブ（こちらはマイコン制御の温度調整機能等がある比較的現代的な製品である）に煙突取付けオプションを用意しており、従来品の置き換えにも対応している。サンポットのみが現在も製造している。
ファンヒーター形も含め、煙突が必要な従来型ストーブの需要は北海道、および北東北（青森県・秋田県・岩手県）など一部の寒冷地に限られつつある。また、トヨトミはレーザーバーナーを使用し、同社製のファンヒーター同様の燃焼機構に置き換えている製品があり、ほぼ同じ外観・設計で温風タイプ（純粋なファンヒーターとは異なり輻射熱の割合も大きい）と無温風タイプのモデルをラインナップするなど、石油ファンヒーターとの境界は曖昧になりつつある。
石油ファンヒーターや芯式ストーブに比べると構造が簡素で、灯油以外の燃料で使用することも比較的容易である。古くなったストーブに小改造を施し、廃油を燃料に使用している例（いわゆる廃油ストーブ）が稀に見られる。

### 排気の種類による方式
- 煙突式 - 古くから存在する最も一般的な方式。室内から伸びた煙突により屋外へと排気する。現在でも販売されているが、煙突のある一般住宅そのものの減少により市場規模は縮小傾向にある。
- FF式 - 1980年代中頃から普及し始めた方式。 ストーブ本体から伸びた排気筒により屋外へ強制的に排気する。寒冷地では一般的であるが、積雪時に閉そくし一酸化炭素中毒になる恐れがあり、大抵の製品には閉そくしないように注意書きがされている。かつてFF式のストーブにおいて、ファンヒーターのようなカートリッジ式タンク式の製品も見られたが、給油の手間がかかるというデメリットが存在したため、ほとんど普及しなかった。

## 石油ストーブの普及
先進国ではセントラルヒーティングやエアコンなど暖房器具の多様化により石油ストーブの販売は鈍化している。ただし、石油ストーブは手軽に持ち運べるため、ガレージなどの補助暖房に利用されている。
世界的には市民が燃料の灯油を入手するのが難しい国も多く、石油ストーブがあまり普及していない地域もある。

## 石油ストーブによる事故
火災や換気不足による一酸化炭素中毒による死亡事故が複数報告されており、2005年から2010年の5年間で89人が死亡、重軽傷者が214人発生している。また石油ストーブ周辺は高温になり、可燃物への引火やスプレー缶の爆発などによる事故も318件発生している。
気密性が高い住宅では換気不足による一酸化炭素中毒を引き起こすだけではなく、石油ストーブを使用するときに発生する水蒸気により壁や窓ガラスに結露が発生し断熱材に湿気を帯びさせるため、壁やサッシにカビが生えたり断熱材周辺の木材を腐らせシロアリやキノコが群生する可能性がある。そのため、集合住宅や賃貸物件では安全面の理由も含め石油ストーブの使用を禁止している場合も多い。

## 主な製造メーカー

### 現在生産中メーカー
※ダイニチ・長府は芯式ポータブル石油ストーブ生産を行っていない（石油ファンヒーター・FF式石油暖房機・対流式ブルーヒーター・煙突式石油ストーブのみ生産）。
- 日本エー・アイ・シー（アラジンブルーフレームヒーター）
- コロナ（旧：内田製作所）

品番は反射式が「SX」・「BX」・「RX」で、対流式が「SL」でそれぞれ始まる（高圧放電点火機種は反射式のSXシリーズのみで、「E」を付加して区別）。
- トヨトミ（旧：豊臣工業）

品番は反射式が「RS」・「RC」・「HRC」で、対流式が「RB」・「RL」・「CL」・「KS」・「ML」・「KR」でそれぞれ始まる（乾電池不要の手回し発電点火機種は「Gシリーズ」として区別）。FF式石油暖房機と石油ファンヒーターは長府製作所へもOEM供給している。
- ダイニチ工業
- 長府製作所

生産はトヨトミへ委託
- フジカ[8]
- 日本船燈[9]

現在は、農芸用保温器のみ

### 過去に生産していた日本メーカー
- パナソニック
  - 松下住設機器→松下電器産業（ナショナル）

石油ストーブを生産していたが、高圧放電点火式の「OS-L26D」を最後に2005年限りで石油ストーブ生産より撤退。
  - 三洋電機
- 日立製作所
- 三菱電機
- シャープ
- 東芝
- サンポット[注 14]
- サンデン
- トヨクニ
- ニッセイ（暖房器具）